# Епархия Уэйраса
Епархия Уэйраса (лат. Dioecesis Oeirensis) –  епархия Римско-Католической церкви c центром в городе Уэйрас,  Бразилия. Епархия Уэйраса входит в митрополию Терезины. Кафедральным собором  епархии Уэйраса является собор Пресвятой Девы Марии.

## История
17 декабря 1960 года Римский папа Пий XII  издал буллу Ad Domimici Gregis, которой учредил епархию Уэйраса, выделив её из епархии Пиауи (сегодня -  Архиепархия Терезины). В этот же день епархия Уэйраса вошла в митрополию Белен-до-Пара. 
9 августа 1952 года епархия Уэйраса вошла в митрополию Терезины. 
28 октября 1974 года епархия Уэйраса передала часть своей территории в пользу возведения новой епархии Пикуса. 
8 декабря 1977 года епархия Уэйраса была переименована в епархию Уэйраса-Флориану.
27 февраля 2008 года епархия Уэйраса-Флориану была разделена на две епархии Уэйраса и Флориану.

## Ординарии епархии
- епископ  Francisco Expedito Lopes  (30.08.1948 – 24.08.1954) – назначен епископом Гараньюнса;
- епископ Raimundo de Castro e Silva  (17.11.1954 – 9.11.1957);
- епископ Edilberto Dinkelborg (20.06.1959 – 31.12.1991);
- епископ Fernando Panico (2.06.1993 – 2.05.2001) – назначен епископом Крату;
- епископ Augusto Alves da Rocha (24.10.2001 – 27.02.2008) – назначен епископом Флориану;
- епископ Juarez Sousa Da Silva (27.02.2008 – 4.01.2023).

## Источник
- Annuario Pontificio, Ватикан, 2007